# Chris Tucker
Christopher Andrew "Chris" Tucker, född 31 augusti 1971 i Atlanta i Georgia, är en amerikansk skådespelare och ståuppkomiker. Han är förmodligen mest känd för sina roller som Smokey i Friday och den komiske polisen James Carter i Rush Hour-filmerna. Han medverkade även i musikvideon till Michael Jacksons "You Rock My World" (2001).

## Filmografi i urval
- 1994 – House Party 3
- 1995 – Panther
- 1995 – Friday
- 1995 – Dead Presidents
- 1995 – "California Love" (musikvideo, låt av 2Pac)
- 1997 – Det femte elementet
- 1997 – Money Talks
- 1997 – Jackie Brown
- 1998 – Rush Hour
- 2001 – Rush Hour 2
- 2001 – "You Rock My World" (musikvideo, låt av Michael Jackson)
- 2007 – Rush Hour 3
- 2012 – Du gör mig galen!
- 2016 – Billy Lynn's Long Halftime Walk
- 2023 – Air